# Abaeté Futebol Clube
O Abaeté Futebol Clube é um clube brasileiro de futebol, sediado na cidade de Abaetetuba, no estado do Pará. Fundado em 5 de março de 1936, manda jogos no Estádio Humberto Parente, com capacidade para oito mil pessoas. Suas cores são azul, vermelho e branco. Faz o clássico de Abaetetuba contra o Vênus Atlético Clube.

## História
O Guará foi fundado no dia 5 de Agosto de 1935, ainda com o nome em inglês (Abaeté Foot Ball Club), por Samuel Correa Bello e tinha o seu campo à Rua 1 de Maio e suas cores eram o vermelho, como cor predominante, e branco e, devido a cor vermelha, anos depois, começou a ser chamado de Guará por seus dirigentes e torcedores e a alcunha é usada até os dias atuais. Quando se chamava Abaeté Foot Ball Club sua sede ficava no antigo prédio da Prefeitura Municipal de Abaeté, que era de propriedade do Velho Galileu, este filho do Velho Salico.
O Abaeté Foot Ball Club, em 1940, chegou a possuir 150 associados e 30 associadas pagando mensalidades. Um dos antigos presidentes do Abaeté, já chamado Abaeté Futebol Club, foi Chrispim Ferreira e nessa fase o Abaeté desfrutava de grande popularidade e rivalizava com outro grande clube, o Brasil Sport Club, presidido pelo Mestre César. Nesse tempo a rivalidade entre Brasil e Abaeté era muito grande, rivalidade que repercutia na cidade inteira e até fora das fronteiras de Abaeté. Um igarapemiriense sentindo a rivalidade entre esses dois grandes times de Abaeté, sentenciou: "São rivais até na voz". A explicação para esse fato é a seguinte: O Mestre César, presidente do Brasil, possuía um timbre de voz forte, um vozeirão como se diz e que ecoava longe e o comerciante Chrispim Ferreira, presidente do Abaeté, possuía uma voz fina e abafada e o contraste entre essas vozes em dias de jogos levou aquele igarapé-mirense a proferir aquela sentença das vozes desses dois grandes dirigentes de futebol.
Cada torcida desses dois grandes times de Abaeté possuía a sua torcida inflamada, que saía pelas ruas a cantar e a provocar uma a outra. O Tenente Humberto Parente, era comerciante, industrial, filho de Garibaldi Parente, casado e com filhos, aparece como consórcio do Vera Cruz Sport Club em 1920, foi presidente do Abaeté por vários anos. Na época do Tenente Humberto Parente o Abaeté experimentou grandes avanços e popularidade em Abaeté. Como existia aquela grande área de terreno chamado Silva Jardim e onde existia um campo de futebol onde os clubes locais praticavam o futebol, o Tenente Humberto conseguiu adquirir essa área e ali construiu o antigo campo de futebol do Abaeté. Inicialmente o campo foi cercado precariamente em madeira, aparecendo ao fundo e do outro lado da antiga Rua Floriano Peixoto desse algumas poucas casas, como a casa do Lorico Coutinho e a de Dona Alfa, mãe do Chico e o grande matagal existente ali ainda nos anos de 1950.
Esse antigo campo de futebol do Abaeté Futebol Club, posteriormente, foi cercado por um muro de tijolos e cimentado e com fachada em alvenaria e a sede do clube foi construída no canto onde hoje se encontra o prédio do comerciante Grodédio Macedo. Ali funcionava o famoso Bar Guará de Ari Gomes e nessa sede aconteceram muitos bailes sociais e festas de carnaval. Posteriormente o antigo campo do Abaeté foi vendido e em seu lugar existem a Casa do Bispo da Diocese e anexa a Gráfica Paroquial, o Posto de Gasolina Central e todas as casas existentes nesse quarteirão inteiro que pertencia ao Abaeté. O Abaeté construiu outro campo de futebol na Rua 1 de Maio que foi reinaugurado no dia 3 de Novembro de 1991. Outro presidente do Abaeté Foot Ball Club foi Francisco Leite Lopes, pai do Dr. Lopes.
Na esfera profissional, o Abaeté debutou em 1997, e faturou o seu primeiro título sete anos depois, ao se sagrar campeão do Campeonato Paraense da Segunda Divisão, em 2004. Na sua estreia na Elite do futebol do Pará, o Guará terminou na 3ª colocação. No mesmo ano, participou do Campeonato Brasileiro da Série C, em 2005. No Estadual de 2006, também realizou uma boa campanha, ficando entre os primeiros colocados. Em 2007, o Abaeté voltou a impressionar e fechou em 5º lugar. Após três temporadas memoráveis, por questões financeiras, o Abaeté abandonou o campeonato de 2008, e foi rebaixado, sendo substituído pelo Pedreira Esporte Clube. Em 2010, conquistou novo acesso, ao ficar com o vice-campeonato da Segundona Paraense, perdendo somente para o Parauapebas. Em 2011, de volta a Primeira Divisão, o Abaeté fez uma campanha modesta, terminando na 10ª posição, num total de 14 equipes. Em 2012, mais uma campanha fraca, acabou rebaixado, ficando em 12º lugar.
O Abaeté foi um dos clubes que revelou o atacante Leandro Cearense que depois foi para o Cametá, onde foi artilheiro do Campeonato Paraense de 2011 e mais tarde transferido para o Vila Nova de Goiás para disputar a Série B de 2011. O Abaeté também participou da Série C do Campeonato Brasileiro em 2005. Em 2010 o Abaeté conseguiu o acesso à primeira fase do campeonato paraense sendo vice campeão da segunda divisão do torneio, perdendo somente para o Parauapebas.

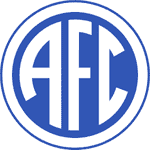
Antigo escudo

## Títulos
| Estaduais | Estaduais                     | Estaduais | Estaduais  |
|           | Competição                    | Títulos   | Temporadas |
| --------- | ----------------------------- | --------- | ---------- |
|           | Campeonato Paraense - Série B | 1         | 2004       |

## Participações

### Campeonato Brasileiro Série C
| 2005 | 3ª fase |  |

## Ranking da CBF
- Posição: Não rankeado
- Pontuação:

Ranking criado pela Confederação Brasileira de Futebol que pontua todos os times do Brasil.